# ویلیام تونر
ویلیام تونر (انگلیسی: William Thoburn; ۳ دسامبر ۱۹۰۶ – ۰ ژوئن ۱۹۹۷) قایقران روئینگ اهل کانادا بود.